# Brian Kerr
(Brian Kerr)
Brian Kerr (Dublino, 3 marzo 1953) è un allenatore di calcio irlandese.

## Carriera
Ha allenato per undici stagioni consecutive la squadra irlandese del St. Patrick's Athletic, team con cui ha conquistato due titoli nazionali. Dal dicembre 1996 al gennaio 2003 è stato allenatore delle giovanili della Nazionale irlandese: dall'Under-16 all'Under-20. Nel 1997 ha guidato l'Irlanda nel mondiale di calcio Under-20 finito con un sorprendente terzo posto. Nel 1998 ha guidato l'Irlanda nell'europeo di calcio Under-17 e nell'europeo di calcio Under-19 vincendoli entrambi: questi due successi lo fecero entrare nella storia del calcio irlandese.
Nel 1999 ha partecipato di nuovo al mondiale di calcio Under-20, stavolta però l'Irlanda uscì ai sedicesimi contro la Nigeria. Prima di essere promosso a commissario tecnico della Nazionale maggiore, Kerr ha anche ottenuto la qualificazione ai mondiali Under-20 del 2003. Il 27 gennaio 2003, a sorpresa, è stato chiamato ad allenare la Nazionale irlandese sostituendo Mick McCarthy colpevole di aver fallito la qualificazione agli Europei 2004. La prima partita di Kerr da CT dell'Irlanda fu un'amichevole vinta 2 a 0 contro la Scozia all'Hampden Park. Brian Kerr, nonostante le sole 4 sconfitte nella sua gestione, è stato licenziato il 18 ottobre 2005 per aver fallito la qualificazione ai Mondiali 2006.
Nelle qualificazioni, il gruppo 4 si rivelò molto tirato e, nonostante una sola sconfitta, l'Irlanda finì addirittura quarta, un punto dietro Svizzera e Israele. Kerr, nella sua esperienza da CT irlandese ha giocato 33 partite: ne ha vinte 18, pareggiate 11 e perse 4. Il 1º marzo 2007 è ritornato al suo vecchio club il St. Patrick's Athletic però questa volta come Direttore Sportivo, si dimette dalla carica il 19 maggio 2008. Il 6 aprile 2009, dopo altri 4 anni di inattività, è diventato l'allenatore della Nazionale faroese. La prima partita da CT faroese fu il 10 giugno 2009 contro la Serbia, partita persa 2 a 0. Il 9 settembre 2009, in partita valida per la qualificazione al campionato del mondo 2010, le Fær Øer hanno battuto la Lituania col risultato di 2 a 1. L'ultima vittoria faroese in una partita di qualificazione mondiale risaliva ad otto anni prima, nel settembre 2001, contro il Lussemburgo. Il 27 ottobre 2011 viene esonerato.

## Palmarès

### Allenatore

#### Club

##### Competizioni nazionali
- Campionato irlandese: 2

St Patrick's: 1989-1990, 1995-1996

##### Competizioni regionali
- Leinster Senior Cup: 3

St Patrick's: 1986-1987, 1989-1990, 1990-1991

#### Nazionale
- Europeo Under-19: 1

Irlanda: 1998
- Europeo Under-17: 1

Irlanda: 1998